# Shuangshi (socken i Kina, Shanxi)
Shuangshi (kinesiska: 双石, 双石乡) är en socken i Kina. Den ligger i provinsen Shanxi, i den norra delen av landet, omkring 220 kilometer söder om provinshuvudstaden Taiyuan.
Genomsnittlig årsnederbörd är 637 millimeter. Den regnigaste månaden är juli, med i genomsnitt 182 mm nederbörd, och den torraste är december, med 3 mm nederbörd.